# 1361
El 1361 (MCCCLXI) fou un any comú començat en divendres.

## Esdeveniments
- 10 d'octubre: casament del príncep de Gal·les, Eduard de Woodstock, amb Joana de Kent.[1]